# 孟兴庄镇
孟兴庄镇，是中华人民共和国江苏省连云港市灌南县下辖的一个乡镇级行政单位。

## 行政区划
孟兴庄镇下辖以下地区：
沈庄村、板沟村、连三村、白皂村、韩李村、李埠村、六湖村、孟兴庄村、东韩村、颜马村、倪场村、西南村、余兴村、严垛村、老垛村、四兴村、大丰村、头庄村、二庄村和大和村。